# Kenya (album)
Az 1957-es Kenya (más néven Kenya: Afro-Cuban Jazz) Machito nagylemeze.
Szerepel az 1001 lemez, amit hallanod kell, mielőtt meghalsz című könyvben.

## Az album dalai
|     | Cím                | Szerző(k)        | Hossz |
| --- | ------------------ | ---------------- | ----- |
| 1.  | Wild Jungle        | Bauza, Hernandez | 2:46  |
| 2.  | Congo Mulence      | Salim            | 2:55  |
| 3.  | Kenya              | Bauza, Hernandez | 3:26  |
| 4.  | Oyeme              | Salim            | 3:11  |
| 5.  | Holiday            | Bauza, Hernandez | 2:46  |
| 6.  | Cannonology        | Salim            | 2:29  |
| 7.  | Frenzy             | Bauza, Hernandez | 2:40  |
| 8.  | Blues À La Mochito | Salim            | 3:01  |
| 9.  | Conversation       | Bauza, Hernandez | 2:55  |
| 10. | Tin Tin Deo        | Pozo             | 2:55  |
| 11. | Minor Rama         | Salim            | 3:01  |
| 12. | Tururato           | Salim            | 3:10  |